# Hermonassa callista
Hermonassa callista là một loài bướm đêm trong họ Noctuidae.